# Chicago Bears 1929
La stagione 1929 dei Chicago Bears è stata la decima della franchigia nella National Football League. La squadra non riuscì a migliorare il record della stagione precedente, scendendo a 4-9-2 e classificandosi nona, la prima volta che scese sotto il 50% di vittorie. Fu l'ultima stagione del primo periodo di George Halas come capo-allenatore (sarebbe tornato a rivestire quel ruolo qualche anno più tardi). Halas decise infatti di concentrarsi maggiormente sul ruolo di proprietario a causa dell'incapacità dei Bears di competere con le migliori formazioni della lega. La stagione era iniziata in modo promettente con un record di 4-1-1 prima di affrontare la peggior serie di sconfitte della storia della franchigia (0-8-1 nelle ultime nove giornate).

## Calendario
| Stagione regolare |                             |                      |           |           |        |
| Data              | Avversario                  | Stadio               | Risultato | Punteggio | Record |
| 22 set.           | at Minneapolis Red Jackets  | Breese Stevens Field | V         | 19–6      | 1–0    |
| 29 set.           | at Green Bay Packers        | City Stadium         | S         | 23–0      | 1–1    |
| 6 ott.            | at Minneapolis Red Jackets  | Nicollet Park        | V         | 7–6       | 2–1    |
| 13 ott.           | at Buffalo Bisons           | Bison Stadium        | V         | 16–0      | 3–1    |
| 20 ott.           | Chicago Cardinals           | Wrigley Field        | P         | 0–0       | 3–1–1  |
| 27 ott.           | Minneapolis Red Jackets     | Wrigley Field        | V         | 27–0      | 4–1–1  |
| 3 nov.            | New York Giants             | Wrigley Field        | S         | 26–14     | 4–2–1  |
| 10 nov.           | Green Bay Packers           | Wrigley Field        | S         | 14–0      | 4–3–1  |
| 16 nov.           | at Frankford Yellow Jackets | Frankford Stadium    | S         | 20–14     | 4–4–1  |
| 17 nov.           | at New York Giants          | Polo Grounds         | S         | 34–0      | 4–5–1  |
| 24 nov.           | Buffalo Bisons              | Wrigley Field        | S         | 19–7      | 4–6–1  |
| 28 nov.           | Chicago Cardinals           | Wrigley Field        | S         | 40–6      | 4–7–1  |
| 1 dic.            | Frankford Yellow Jackets    | Wrigley Field        | P         | 0–0       | 4–7–2  |
| 8 dic.            | Green Bay Packers           | Wrigley Field        | S         | 25–0      | 4–8–2  |
| 15 dic.           | New York Giants             | Wrigley Field        | S         | 14–9      | 4–9–2  |

## Futuri Hall of Famer
- Paddy Driscoll, back
- Red Grange, back
- George Halas, end
- Ed Healey, tackle
- Link Lyman, tackle
- George Trafton, centro